# Anthomastus muscarioides
Anthomastus muscarioides är en korallart som beskrevs av Kükenthal 1910. Anthomastus muscarioides ingår i släktet Anthomastus och familjen läderkoraller. Inga underarter finns listade i Catalogue of Life.